# Brane Mozetič
Brane Mozetič (* 14. října 1958 Lublaň) je slovinský básník, prozaik a překladatel. Vystudoval literární komparatistiku na Univerzitě v Lublani, kde žije a o roku 1986 se živí jako spisovatel na volné noze. Překládá z francouzštiny (např. Jean Genet, Arthur Rimbaud, Michel Foucault). V současnosti je redaktorem dvou edičních řad (Aleph a Lambda) a ředitelem Centra pro slovinskou literaturu. Významně se podílí na prezentaci slovinské literatury v zahraničí, například na knižních veletrzích a při jiných kulturních událostech. Ve Slovinsku je vnímán jako výrazná osobnost i proto, že neskrývá svou homosexuální orientaci, naopak ji hojně uvádí do svých děl.

## Dílo
Mozetič vydal dvanáct básnických sbírek, knihu povídek a dva romány. Jeho knihy byly přeloženy do mnoha jazyků, například do angličtiny, španělštiny, italštiny a francouzštiny. Českému čtenáři se dosud dostaly do rukou jednotlivé básně, které vyšly časopisecky (např. v časopise Babylon, 2004), ale především sbírka Banality (2003, česky 2011) a román Andělé (1996, česky 2009). Ten je psán formou volného rozhovoru hlavního hrdiny (homosexuála) stíhaného za vraždu a soudní znalkyně (psychiatričky).
Kritika oceňuje jeho sbírku Banality. Podle Hany Mžourkové "básně, které zobrazují horečnaté těkání mezi povrchností a hloubkou, prázdnou smyslností a citem, směřují k základním otázkám smyslu lidské existence, s důrazem na bolest, která je s lidským bytím spjata." Za Banality obdržel Brane Mozetič v roce 2003 slovinskou prestižní cenu Jenkova nagrada.
V r. 2009 Mozetič uspořádal a vydal rozsáhlou antologii moderní evropské homoerotické poezie Moral bi spet priti (Měl bys znovu přijít), která představuje sedmdesát šest básníků z dvaceti devíti zemí, básně překládalo dvacet tři překladatelů. Je v ní zastoupeno i pět českých básníků: Jiří Kuběna, Václav Jamek, Petr Hrbáč, Pavel Petr a Aleš Kauer.

### Vydané knihy
Knihy básní
- Sneguljčica je sedem palčkov, 1976
- Soledadesi, 1978
- Pesmi in plesi, 1982
- Modrina dotika, 1986
- Zaklinjanja, 1987
- Mreža, 1989
- Obsedenost/Obsession, slovinsko–francouzské dvojjazyčné vydání, 1991
- Pesmi za umrlimi sanjami, 1995
- Metulji, 2000
- Banalije, 2003 (česky Banality, Nakladatelství Adolescent, Jihlava 2011, přeložila Hana Mžourková)
- Še banalije, 2005
- In še, 2007.

Próza
- Pasijon, 1993
- Angeli, 1996 (česky Andělé, Větrné mlýny, Praha 2009)
- Zgubljena zgodba, 2001